# Holken, Småland
Holken är en sjö i Gislaveds kommun i Småland och ingår i Nissans huvudavrinningsområde. Sjön är 9,7 meter djup, har en yta på 0,296 kvadratkilometer och är belägen 119 meter över havet. Vid provfiske har abborre, braxen, gädda och mört fångats i sjön.

## Delavrinningsområde
Holken ingår i det delavrinningsområde (633208-133635) som SMHI kallar för Mynnar i Kilan. Avrinningsområdets medelhöjd är 140 meter över havet och ytan är 15,65 kvadratkilometer. Det finns inga delavrinningsområden uppströms utan avrinningsområdet är högsta punkten. Henssjöbäcken som avvattnar avrinningsområdet har biflödesordning 3, vilket innebär att vattnet flödar genom totalt 3 vattendrag innan det når havet efter 62 kilometer. Delavrinningsområdet består mestadels av skog (78 procent). Avrinningsområdet har 1,07 kvadratkilometer vattenytor vilket ger det en sjöprocent på 6,9 procent.